# Supertaça Cândido de Oliveira 1981
La Supertaça Cândido de Oliveira 1981 è stata la 4ª edizione di tale edizione (la prima a carattere ufficiale), l'annuale incontro di apertura della stagione calcistica portoghese che vede di fronte i vincitori della Primeira Divisão della stagione precedente e della Taça de Portugal (o la finalista di quest'ultima in caso il vincitore di campionato e coppa coincidano).
Nella Supercoppa del 1981 si affrontarono il Benfica (campione della Primeira Divisão 1980-81) e il Porto, detentore della Taça de Portugal.
L'andata allo Stadio da Luz di Lisbona vede prevalere i padroni di casa del Benfica per 2-0. Al ritorno al Das Antas, però, il Porto riesce nell'impresa di rimontare il passivo dell'andata e vince 4-1, ottenendo la sua prima Supercoppa portoghese della sua storia.

## Le squadre
| Squadre | Qualificazione                             | Partecipazioni precedenti (il grassetto indica la vittoria) |
| ------- | ------------------------------------------ | ----------------------------------------------------------- |
| Benfica | Vincitore della Primeira Divisão 1980-1981 | 1980                                                        |
| Porto   | Vincitore della Taça de Portugal 1980-1981 | 1979                                                        |

## Tabellini

### Andata
| Arbitro: | Garrido (Leiria) |

|              |           |  |
| Nené 7’, 29’ | Marcatori |  |

| Benfica | Porto |

#### Formazioni
| Benfica      |   |                      |             |     |
|              |   |                      |             |     |
| P            | 1 | Manuel Bento         |             |     |
| D            |   | António Veloso       |             |     |
| D            |   | Álvaro Magalhães     |             |     |
| D            |   | Alberto Bastos Lopes | Ammonizione |     |
| D            |   | Humberto Coelho      | Ammonizione |     |
| C            |   | Shéu                 |             |     |
| C            |   | João Alves           |             | 78’ |
| C            |   | José Luís            |             |     |
| C            |   | Fernando Chalana     |             |     |
| A            |   | Reinaldo Gomes       |             |     |
| A            |   | Nené ()              |             | 38’ |
| Sostituiti:  |   |                      |             |     |
| C            |   | César                |             | 38’ |
| C            |   | Jorge Gomes          |             | 78’ |
| Allenatore:  |   |                      |             |     |
| Lajos Baróti |   |                      |             |     |

| Porto          |   |                      |             |     |
| P              | 1 | João Fonseca         |             |     |
| D              |   | Gabriel Mendes       |             |     |
| D              |   | Carlos Simões ()     |             |     |
| D              |   | Fernando Freitas     | Ammonizione |     |
| C              |   | António Sousa        |             | 46’ |
| C              |   | Adelino Teixeira     |             | 70’ |
| C              |   | Romeu Silva          | Ammonizione |     |
| A              |   | Albertino Pereira    |             |     |
| A              |   | Mickey Walsh         |             |     |
| A              |   | Jacques Pereira      |             |     |
| A              |   | José Alberto Costa   |             |     |
| Sostituiti:    |   |                      |             |     |
| D              |   | António Lima Pereira |             | 46’ |
| D              |   | João Pinto           |             | 70’ |
| Allenatore:    |   |                      |             |     |
| Hermann Stessl |   |                      |             |     |
|                |   |                      |             |     |

### Ritorno
| Arbitro: | Dante |

|                                         |           |              |
| Jacques 27’, 65’, 70’ Alberto Costa 79’ | Marcatori | 58’ J. Gomes |

| Porto | Benfica |

#### Formazioni
| Porto          |   |                      |     |     |
|                |   |                      |     |     |
| P              | 1 | João Fonseca         |     |     |
| D              |   | Gabriel Mendes       |     |     |
| D              |   | Carlos Simões ()     |     |     |
| D              |   | António Lima Pereira |     |     |
| D              |   | Fernando Freitas     | 76’ |     |
| C              |   | Jaime Pacheco        |     | 46’ |
| C              |   | Romeu Silva          |     |     |
| C              |   | Jaime Magalhães      |     | 87’ |
| A              |   | Jacques Pereira      |     |     |
| A              |   | Mickey Walsh         |     |     |
| A              |   | José Alberto Costa   | 48’ |     |
| Sostituiti:    |   |                      |     |     |
| D              |   | João Pinto           | 46’ | 46’ |
| A              |   | Júlio Carlos         |     | 87’ |
| Allenatore:    |   |                      |     |     |
| Hermann Stessl |   |                      |     |     |

| Benfica      |   |                      |     |  |
|              |   |                      |     |  |
| P            | 1 | Manuel Bento         |     |  |
| D            |   | António Bastos Lopes | 48’ |  |
| D            |   | António Veloso       |     |  |
| D            |   | Álvaro Magalhães     |     |  |
| D            |   | Alberto Bastos Lopes | 63’ |  |
| C            |   | Shéu                 |     |  |
| C            |   | José Luís            |     |  |
| C            |   | João Alves           |     |  |
| C            |   | Fernando Chalana     |     |  |
| A            |   | Nené ()              |     |  |
| A            |   | Jorge Gomes          |     |  |
| Sostituiti:  |   |                      |     |  |
| Allenatore:  |   |                      |     |  |
| Lajos Baróti |   |                      |     |  |